# Charles F. Schwep
Charles Franklin Schwep (* 7. Juli 1919 im Somerset County, New Jersey, Vereinigte Staaten; † 2. Februar 1998 in West Nyack, New York, Vereinigte Staaten) war ein US-amerikanischer Kameramann, Produzent, Drehbuchautor und Regisseur von Kurzfilmen.

## Leben und Wirken
Schwep ging in Lawrenceville zur Schule und studierte an der Princeton University, ehe er 1941 sein Studium unterbrechen musste und zur Armee eingezogen wurde. Unmittelbar nach Kriegseintritt der USA (Dezember 1941) wurde er in den ostasiatisch-pazifischen Raum entsandt und diente als Signal-Corps-Foto-Offizier an den Kriegsschauplätzen in China, Burma, und Indien. Nach seiner Entlassung ins Zivilleben knüpfte er Kontakte zur Filmbranche und stand der kleinen Produktionsfirma Trident Films vor.
Hier entwickelte Charles Schwep vor allem Actionstoffe und engagierte sich darüber hinaus in der Jugendarbeit, indem er jungen New Yorkern mit persönlichen Problemen bei deren Lösung half. Außerdem engagierte sich Schwep in Umweltfragen. Als Filmemacher trat Charles Franklin Schwep nur selten in Erscheinung. Für seine Inszenierung The Creation of Woman erhielt er 1961 eine Oscar-Nominierung in der Sparte Bester Kurzfilm und im selben Jahr eine weitere Nominierung, diesmal für die Goldene Palme im Rahmen der Filmfestspiele von Cannes.

## Filmografie (Kurzdokumentarfilme)
- 1946: Transparent Plastics (Kamera)
- 1949: Kenji Comes Home (Drehbuch, Regie)
- 1961: The Creation of Woman (Regie, Drehbuch, Produktion)